# 北橫公路

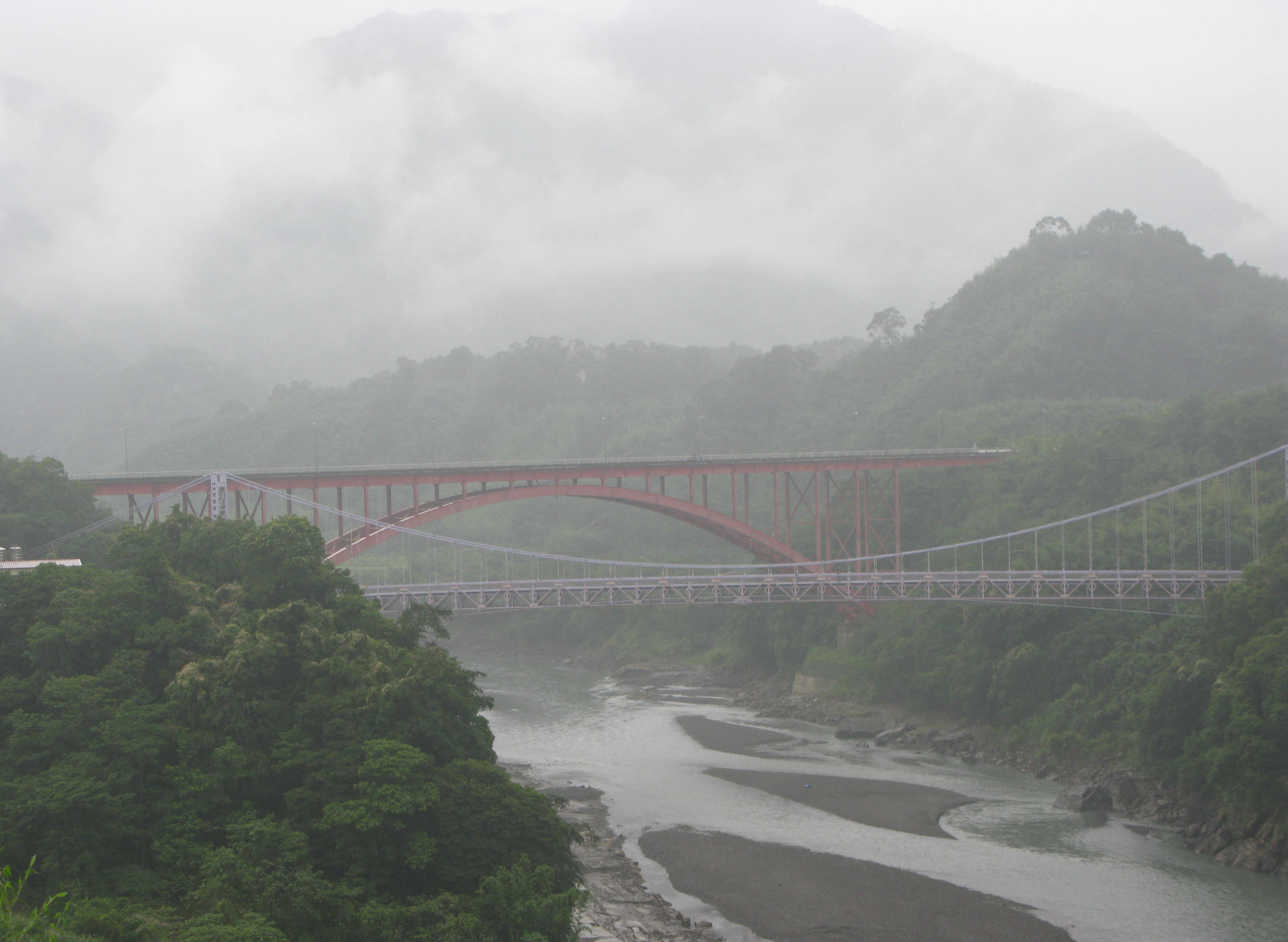
北橫公路復興區路段的羅浮橋（遠）及復興吊橋（近）

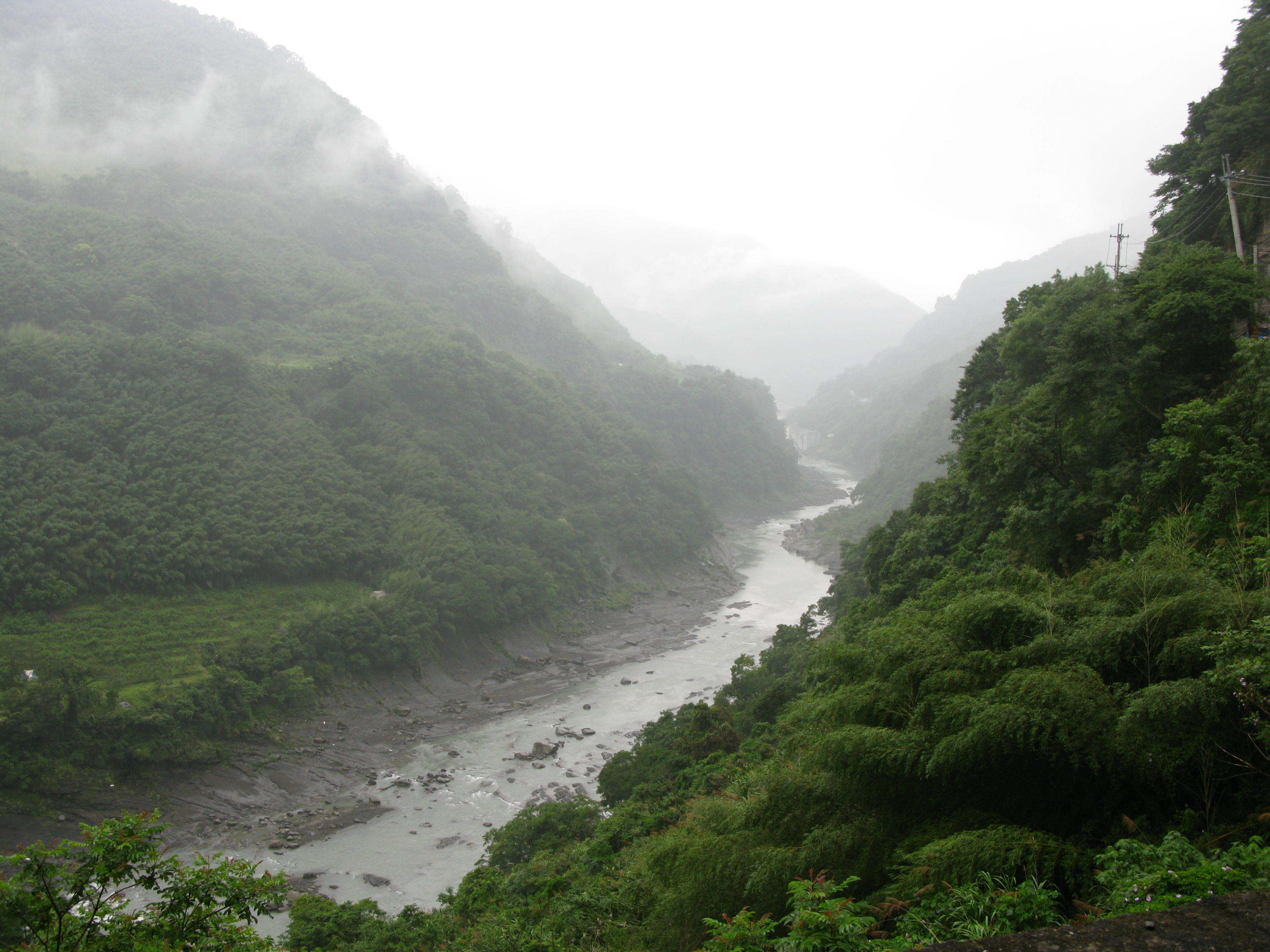
位於復興區北橫公路沿線的三光溪河谷

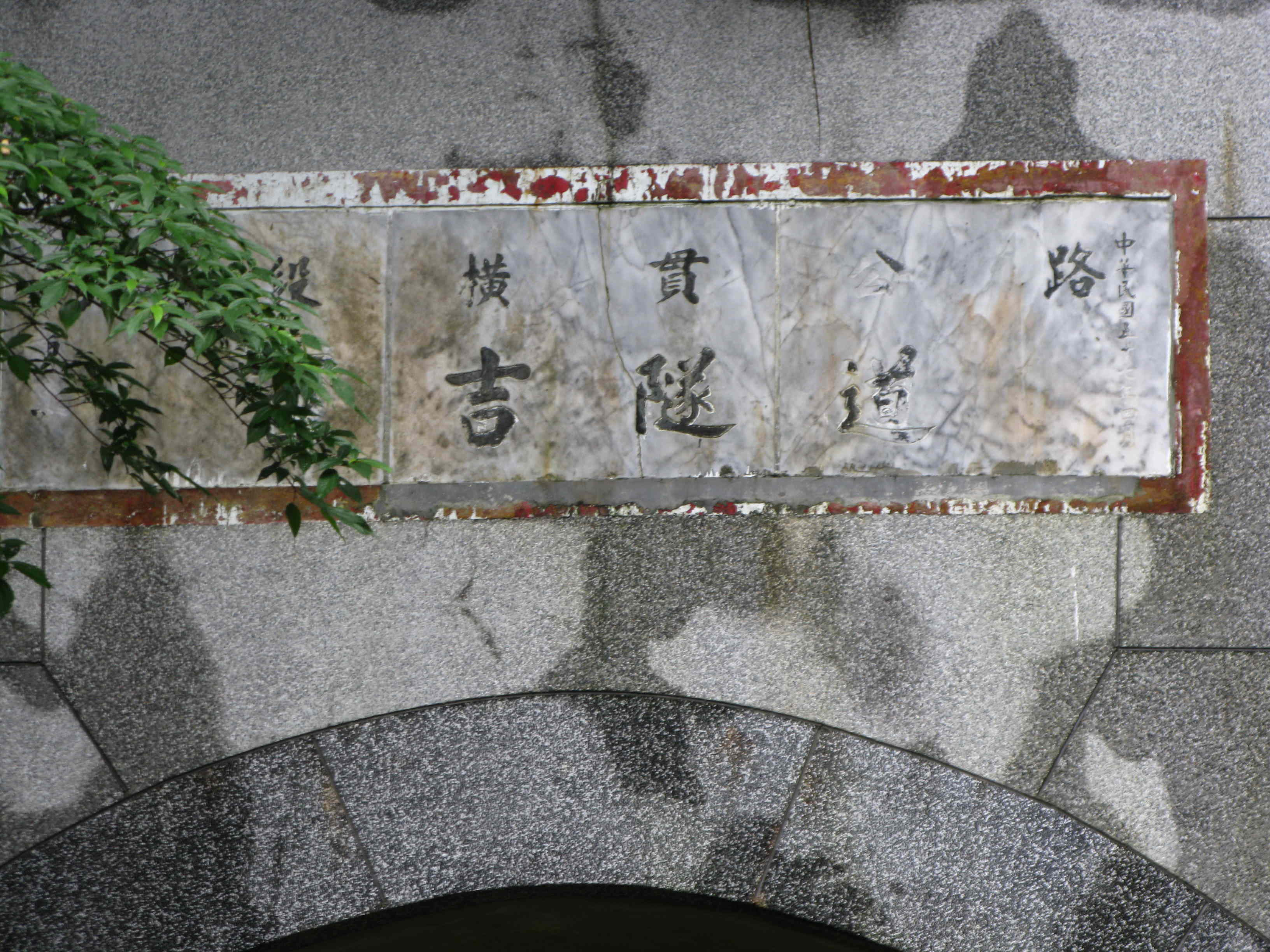
北橫公路舊百吉隧道

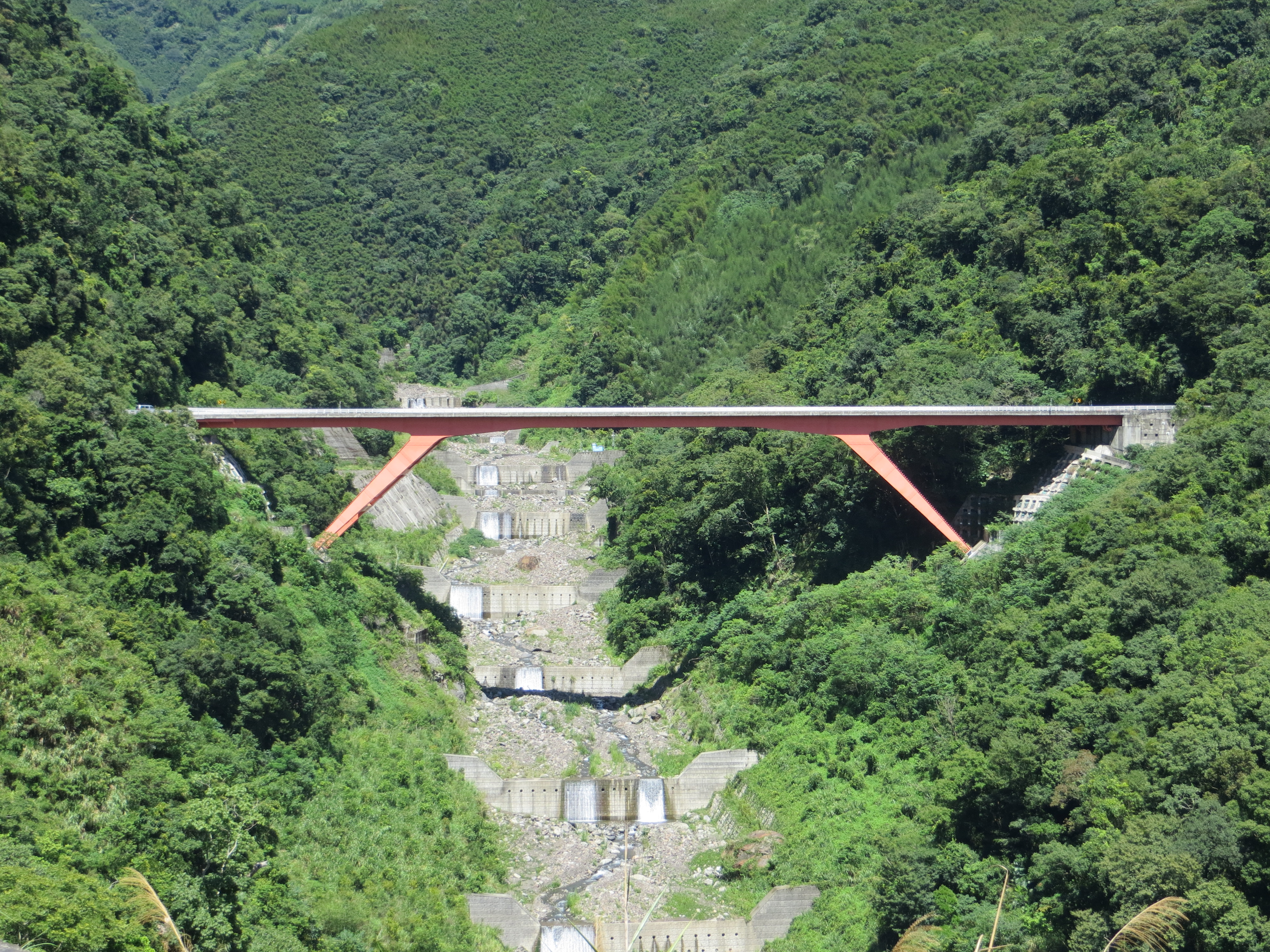
改道後的北橫蘇樂橋

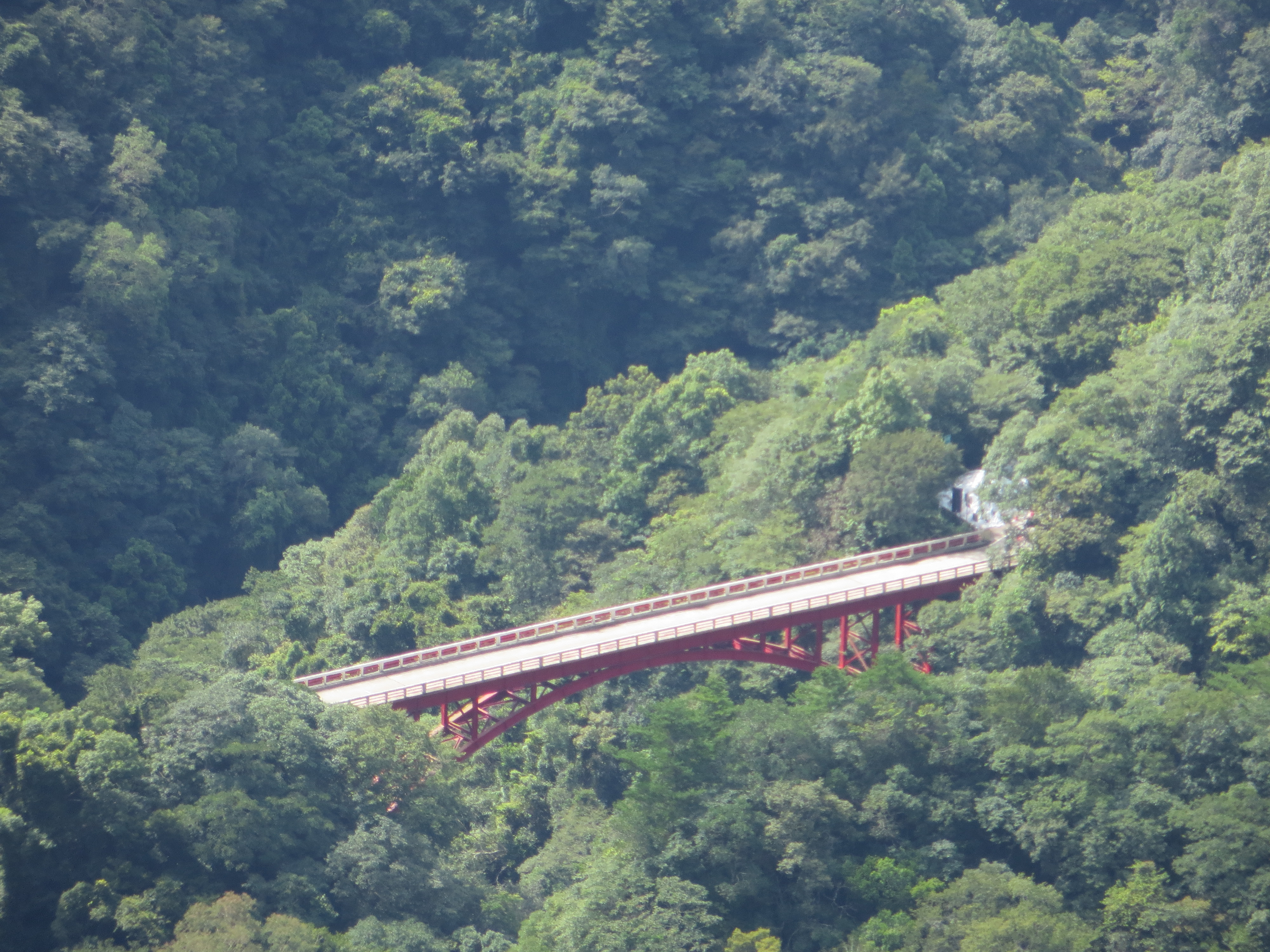
北橫大曼橋

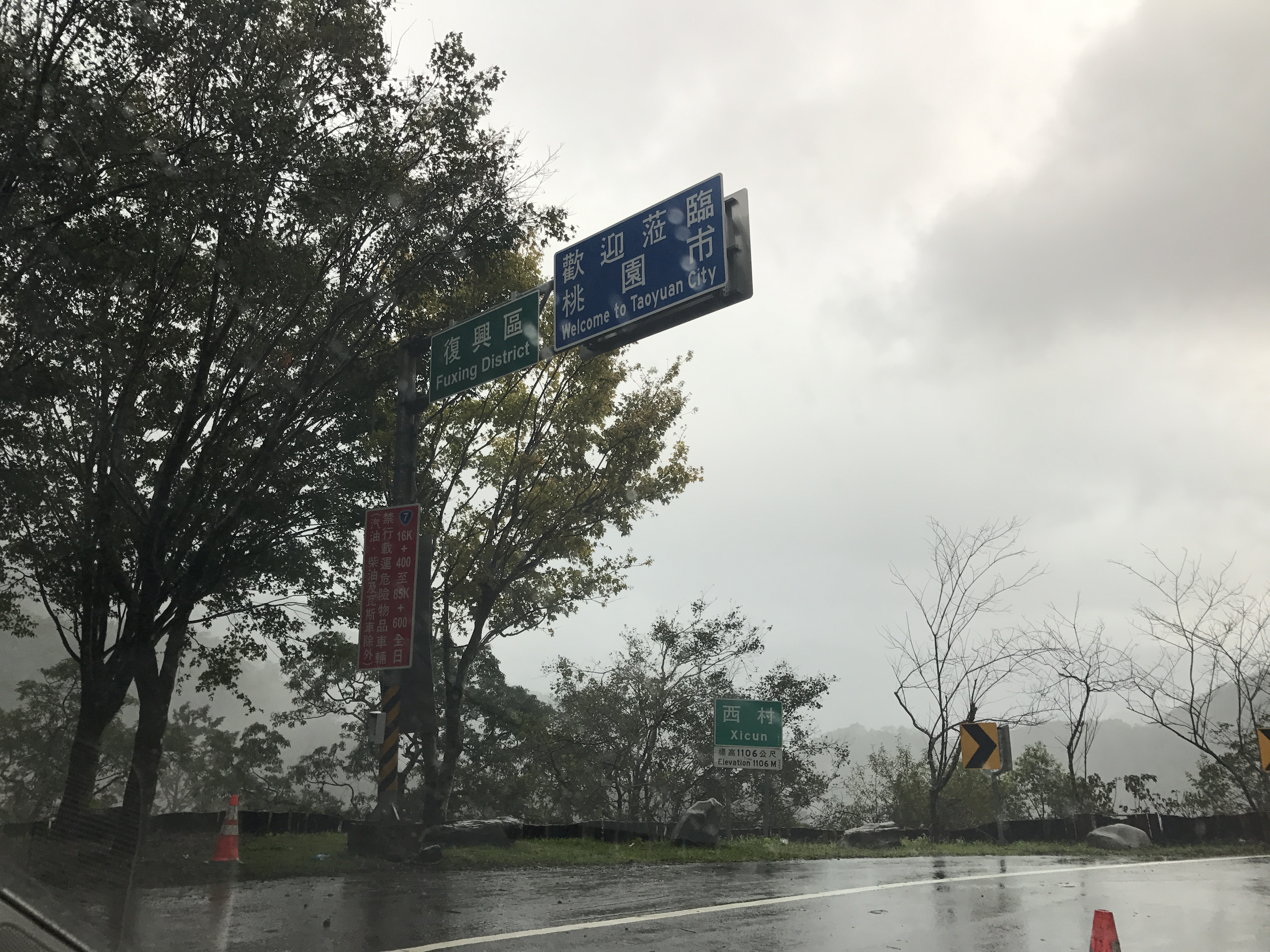
台7線 北橫公路西村路段

北橫公路，全名北部橫貫公路，簡稱為北橫，是一條位於臺灣北部的橫貫公路。早期國道五號尚未通車時，肩負北臺灣東西岸橫向運輸功能的重擔，與中部橫貫公路、南部橫貫公路並稱之為「臺灣三大橫貫公路」。

## 歷史
北橫公路的前身為日治時代的「角板山三星警備道」，或稱為「角板山三星間道路」。戰後，1963年5月，北部橫貫公路根據原本的舊道拓寬。
1966年5月28日，於臺北縣三峽鎮大埔村舉行通車典禮，時任中華民國副總統嚴家淦親臨剪綵，臺灣省政府主席黃杰主持以及訓詞，內容如下：
「本省因中央山脈橫亙南北，使交通受阻，六年以前臺灣省政府與退役官兵就業輔導委員會合作，善用榮民的力量完成中部橫貫公路....五十二年五月，又開始建築北段橫貫公路之大同線，自台北大埔至宜蘭大同全長九十二公里，歷時三載，於本年四月完成。」

## 路線
北橫公路在公路總局編制之中，被納編為台七線。西起於桃園市大溪區，東迄於宜蘭縣大同鄉，全長約八十二公里。
值得注意的是，在臺灣的公路編號規則中，東西向的公路應編為「偶數」，但是北橫的編號卻是「奇數」。是臺灣省道系統中，少數方向與編號規則不一致的公路。

## 沿線景點
- 大溪陵寢
- 慈湖陵寢
- 石門水庫
- 角板山
- 小烏來瀑布
- 羅浮橋
- 榮華大壩
- 巴陵
- 拉拉山
- 明池森林遊樂區
- 棲蘭

## 沿線地理資訊[6]
| 行政區       | 地名           | 台7線 里程數(公里) | 海拔 (公尺) | 備註         |
| ------------ | -------------- | ------------------ | ----------- | ------------ |
| 桃園市大溪區 | 頭寮           | 4.940              |             | 接桃59線處   |
| 桃園市大溪區 | 慈湖           | 7.648              | 247         | 接桃118線處  |
| 桃園市大溪區 | 阿姆坪         | 9.593              |             | 接桃63線處   |
| 桃園市復興區 | 三民           | 12.051             |             | 接台7乙線處  |
| 桃園市復興區 | 水源地         | 16.480             | 458         | 接桃117線處  |
| 桃園市復興區 | 羅浮           | 22.845             | 345         | 接縣118線處  |
| 桃園市復興區 | 榮華橋         | 32.694             |             |              |
| 桃園市復興區 | 高義橋         | 37.804             |             |              |
| 桃園市復興區 | 巴陵           | 48.029             | 648         | 接桃116線處  |
| 桃園市復興區 | 四稜           | 56.216             | 1167        |              |
| 桃園市復興區 | 西村           | 61.881             | 1106        | 桃市宜縣界處 |
| 宜蘭縣大同鄉 | 明池森林遊樂區 | 66.1               | 1150        |              |
| 宜蘭縣大同鄉 | 棲蘭百韜橋     | 86.650             | 320         | 接台7甲線處  |